# NVidia ION
Nvidia ION è una piattaforma hardware sviluppata da Nvidia allo scopo di fornire un'alternativa proprietaria al supporto per il processore Intel Atom, e dovrebbe arrivare sui mercati nel corso dell'estate 2009 con un prezzo a partire da 299,99 $.

## Caratteristiche tecniche

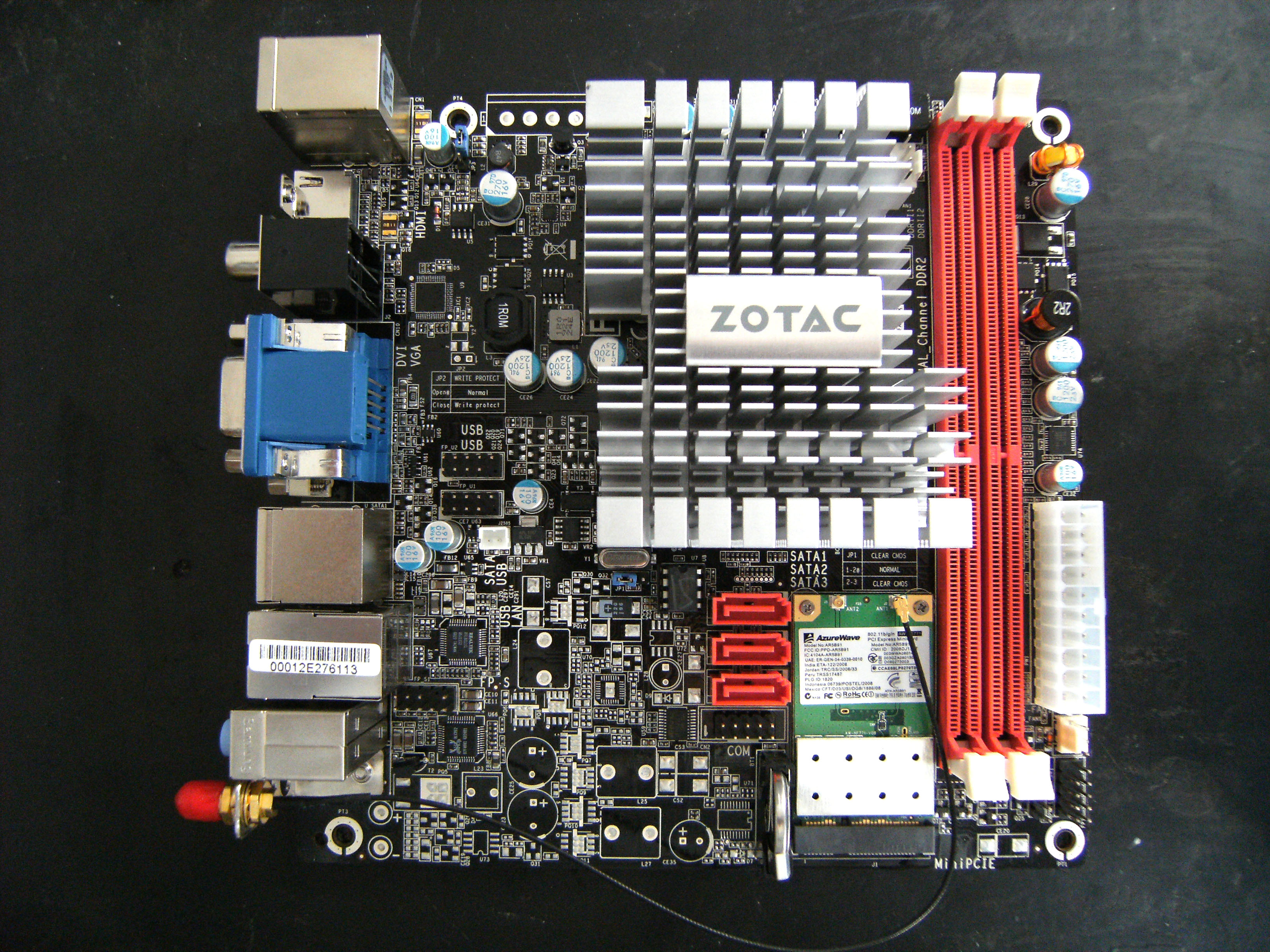
Piattaforma Zotac ION

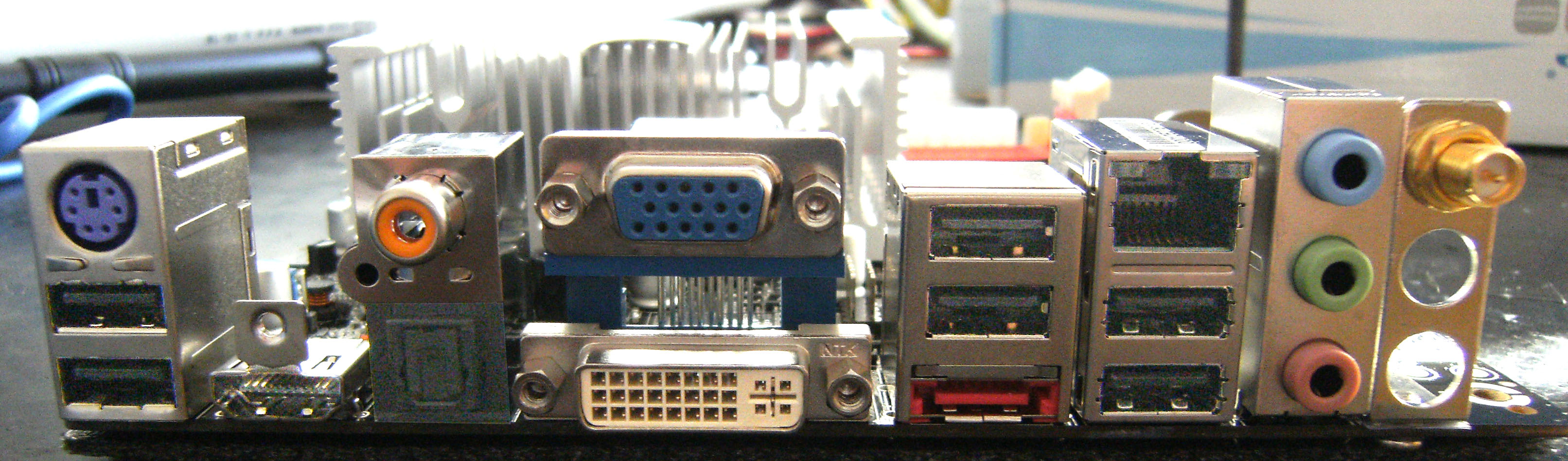
Connessioni Zotac ION

La differenza di ION rispetto alla piattaforma proposta dalla stessa Intel per la propria CPU risiede in un diverso chipset abbinato a un nuovo comparto grafico.
Il chipset proposto da nVidia è l'MCP79, decisamente più avanzato rispetto alla variante dell'i945 utilizzata da Intel e a sua volta anche il comparto grafico, GeForce 9400M, è notevolmente più potente del GMA 950 di Intel, tanto da poter gestire risoluzioni fino a 2560x1600 pixel e fornire incrementi prestazionali del 1000% (10 volte più prestante dei modelli precedenti), sia nelle applicazioni multimediali come la codifica video e audio che nei videogiochi.
Nvidia propone la piattaforma ION su schede madri Mini-ITX ed è progettata appositamente per dispositivi netbook e nettop. Proprio a causa della maggiore potenza disponibile da parte della soluzione nVidia, Intel all'inizio si oppose al suo sviluppo ma poi cedette comunicando ufficialmente che i produttori avrebbero potuto acquistare sia la piattaforma completa, che la sola CPU.
A febbraio 2009, Microsoft ha certificato la piattaforma ION come compatibile con Windows Vista Premium e Windows 7, mentre a giugno 2009 nVidia ha comunicato di aver reso compatibile la propria piattaforma anche con i processori Core 2 Duo Penryn per i quali del resto era stato creato proprio il chipset utilizzato da ION.

## Il successore: NG-ION
A Marzo 2010, Nvidia ha presentato il successore di Ion, denominato Next Generation Ion.
Non si tratta di una semplice evoluzione in quanto NG-ION è in realtà una GPU dedicata collegata al bus PCI Express x1 messo a disposizione dal chipset NM10 della piattaforma Intel Atom Pine Trail.
NG -ION dispone di 512MB di memoria DDR3 dedicata ed è disponibile in due versioni differenti.